# Štědrá (Kynšperk nad Ohří)

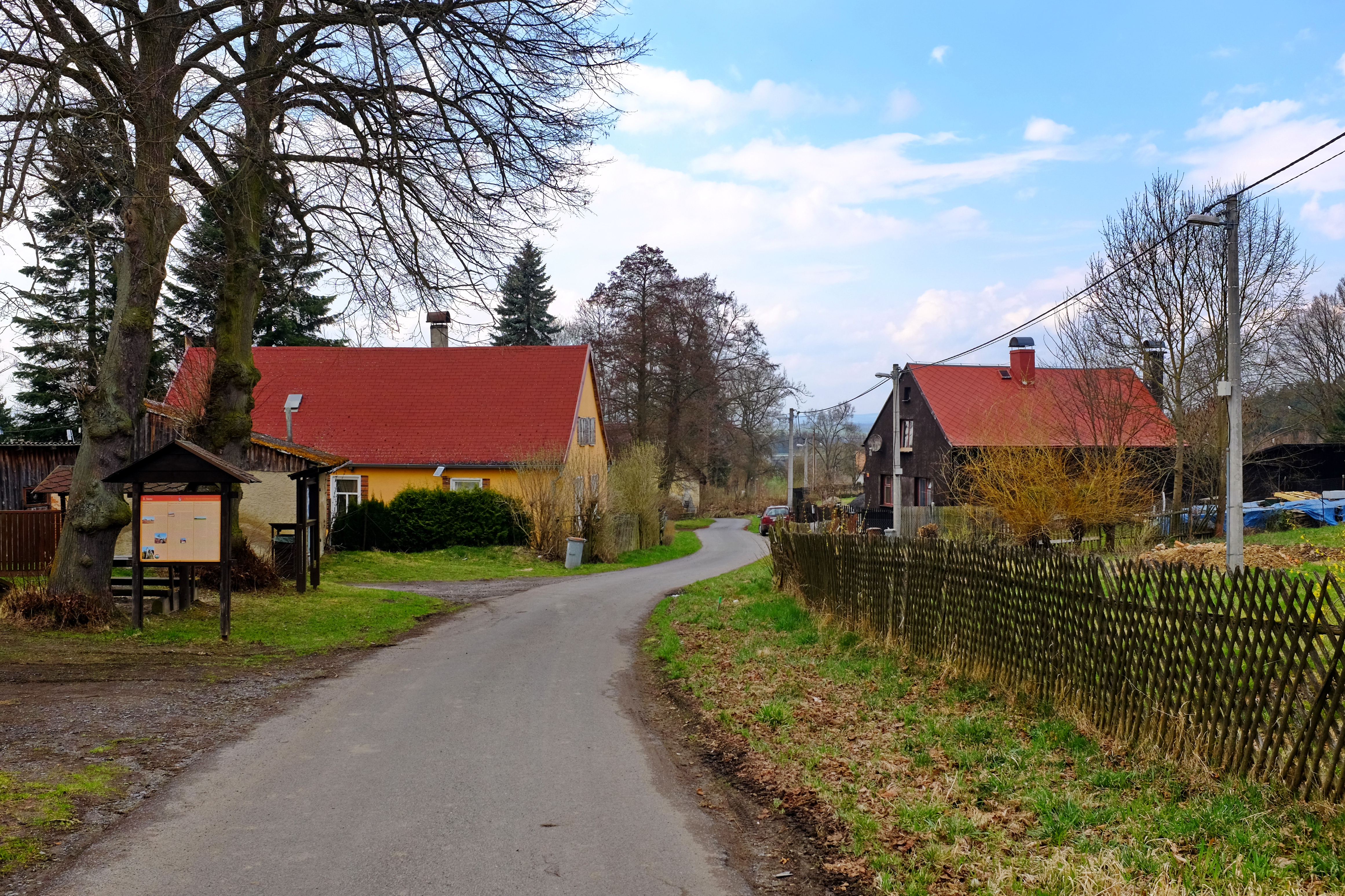
Dorfplatz

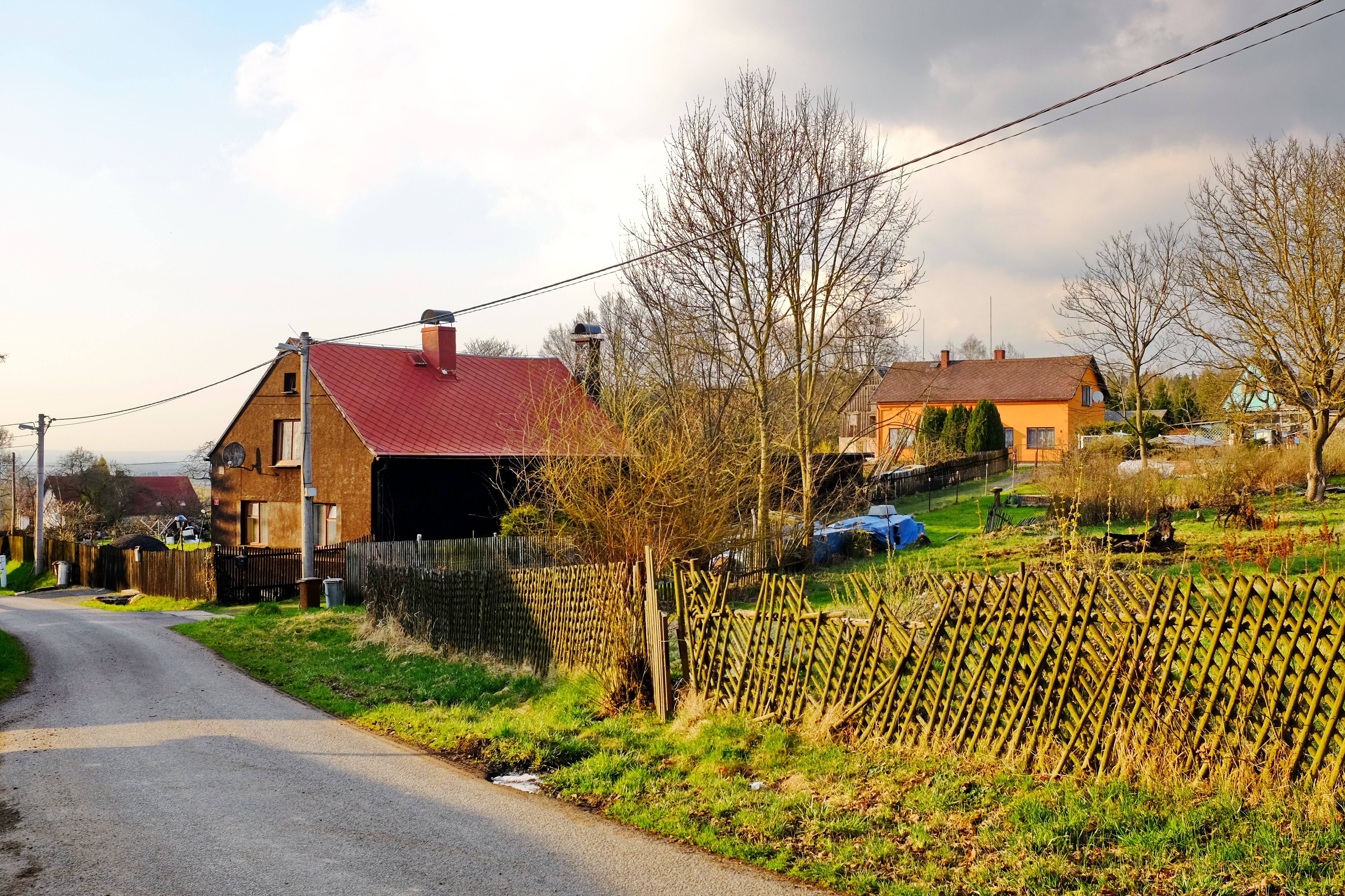
Häuser des Dorfes

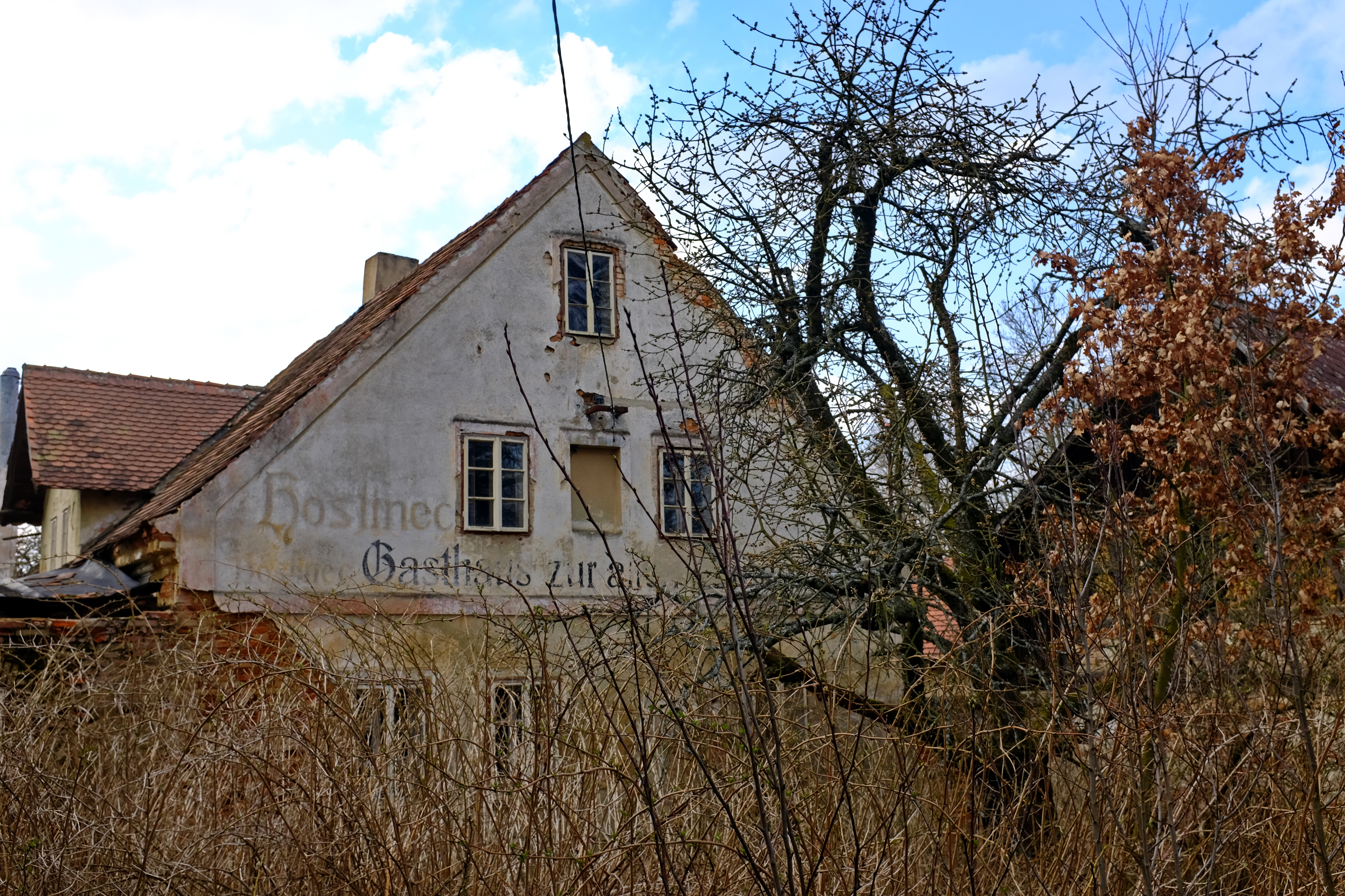
Ehemaliges „Gasthaus zur alten Linde“

Štědrá, bis 1947 Mülln, ist ein Ortsteil der Stadt Kynšperk nad Ohří in Tschechien. Er liegt drei Kilometer südlich von Kynšperk nad Ohří und gehört zum Okres Sokolov.

## Geographie
Štědrá befindet sich am Abfall des Slavkovský les (Kaiserwald) zum Egerbecken. Südöstlich des Dorfes entspringt der Suchý potok (Dürrbach). Im Süden erhebt sich der Těšovský kopec (623 m. n.m.). Der Ort liegt im Landschaftsschutzgebiet Slavkovský les. 
Nachbarorte sind Podlesí im Norden, Zlatá und Dvorečky im Nordosten, Těšov und Mokřina im Süden, Tuřany und Lipoltov im Südwesten, Návrší im Westen sowie Odrava, Hlínová und Kamenný Dvůr im Nordwesten. Die übrige Umgebung ist entsiedelt; nordöstlich lag das Dorf Libava, im Osten Studánka und Ostrov sowie Mühlpeint und Smrkovec im Südosten.   

## Geschichte
Die erste urkundliche Erwähnung von Mülln erfolgte um 1370 im Lehnbuch der Landgrafen von Leuchtenberg. Bis zum Ende des 16. Jahrhunderts gehörte das Dorf zur königlichen Domäne Stein-Elbogen; mit dem Verkauf der Burg Kinsberg einschließlich der Stadt Königsberg und der zugehörigen Dörfer durch Rudolf II. an seinen Kammerdiener Johann Popp wurde auch Mülln 1596 Teil der Herrschaft Königsberg.
Im Jahre 1845 bestand das im Elbogener Kreis gelegene Dorf Mülln aus 35 Häusern mit 239 deutschsprachigen Einwohnern. Haupterwerbsquellen bildeten der Feldbau und die Viehzucht. Pfarrort war Königsberg. Bis zur Mitte des 19. Jahrhunderts blieb Mülln der Herrschaft Königsberg untertänig.
Nach der Aufhebung der Patrimonialherrschaften bildete Mülln ab 1850 einen Ortsteil der Gemeinde Steinhof im Gerichtsbezirk Falkenau. Ab 1868 gehörte das Dorf zum Bezirk Falkenau. Im Jahre 1869 bestand Mülln aus 38 Häusern und hatte 187 Einwohner. In den 1880er Jahren löste sich Mülln von Steinhof los und bildete eine eigene Gemeinde. Im Jahre 1900 hatte das Dorf 197 Einwohner, 1910 waren es 188. Nach dem Ersten Weltkrieg zerfiel der Vielvölkerstaat Österreich-Ungarn, das Dorf wurde 1918 Teil der neu gebildeten Tschechoslowakischen Republik. Beim Zensus von 1921 lebten in den 39 Häusern von Mülln 200 Deutsche. 1930 lebten in den 40 Häusern von Mülln 193 Menschen. Nach dem Münchner Abkommen wurde Mülln 1938 dem Deutschen Reich zugeschlagen und gehörte bis 1945 zum Landkreis Falkenau an der Eger. 1939 hatte das Dorf 195 Einwohner. Nach der Aussiedlung der deutschen Bewohner nach Ende des Zweiten Weltkrieges wurde das Dorf nur schwach wiederbesiedelt. 1947 wurde Mülln in Štědrá umbenannt. Im Jahre 1949 erfolgte die offizielle Aufhebung der wegen des Truppenübungsplatzes Prameny abgesiedelten Gemeinde Libava; Libava und der Ortsteil Dvorečky wurden der Gemeinde Štědrá zugeordnet. 1950 lebten in den 20 Häusern von Štědrá nur noch 70 Personen. Die Eingemeindung nach Kynšperk nad Ohří war 1961. Beim Zensus von 2001 bestand Štědrá aus 10 Wohnhäusern und hatte 19 Einwohner.

## Ortsgliederung
Der Ortsteil Štědrá bildet den Katastralbezirk Štědrá u Kynšperka nad Ohří.